# Mokameh

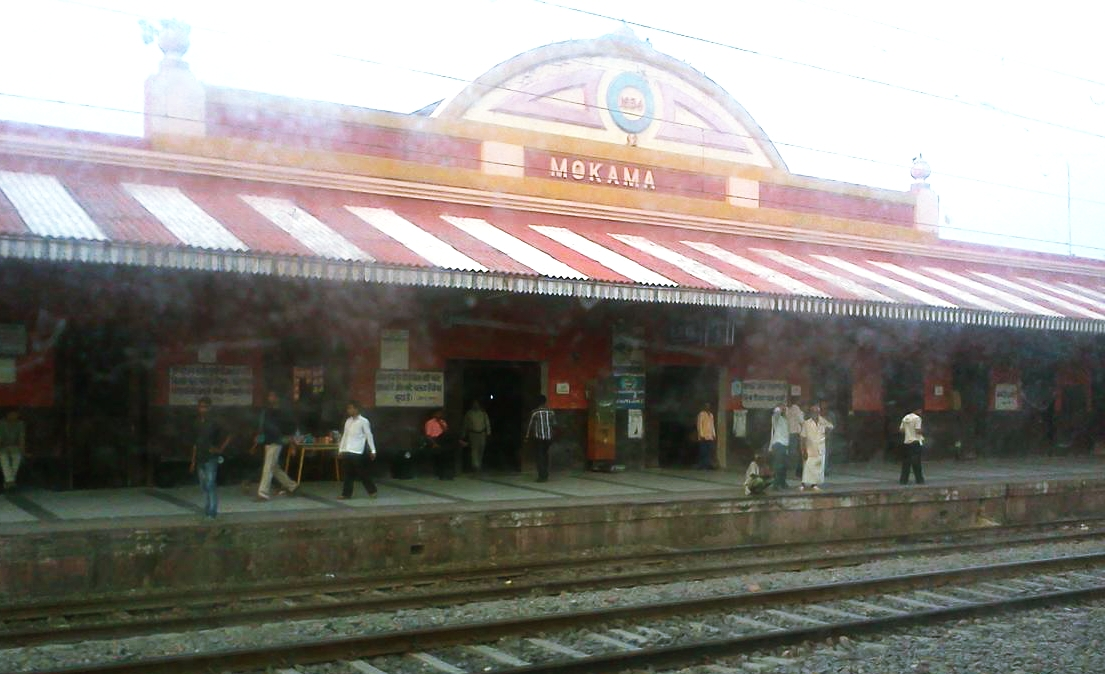
Estação de trem em Mokameh, cidade indiana.

Mokameh é uma cidade e um município no distrito de Patna, no estado indiano de Bihar.

## Demografia
Segundo o censo de 2001, Mokameh tinha uma população de 56.400 habitantes. Os indivíduos do sexo masculino constituem 53% da população e os do sexo feminino 47%. Mokameh tem uma taxa de literacia de 56%, inferior à média nacional de 59,5%: a literacia no sexo masculino é de 65% e no sexo feminino é de 47%. Em Mokameh, 16% da população está abaixo dos 6 anos de idade.